# Charles Stokes
Charles Henry Stokes (* 1852 in Dublin, Irland; † 15. Januar 1895 am Fluss Lindi (Kongo)) war ein irischer Missionar in Zentralafrika, der sich später dem Waffenhandel zuwandte. Er war die zentrale Figur in der sog. Stokes-Affäre zwischen Großbritannien und dem Kongo-Freistaat.

## Biografie

### Frühe Jahre (1865–1888)
Charles wurde in Dublin geboren und erhielt seine Schulausbildung in Enniskillen. Als sein Vater starb, siedelte seine Mutter nach Liverpool um, wo Stokes, inzwischen 20 Jahre alt, für die Church Mission Society tätig wurde. Er beschloss, Missionar zu werden, und ließ sich bei der Gesellschaft in Reading zum Laienevangelisten für den afrikanischen Kontinent ausbilden. Im Mai 1878 kam er in Sansibar an. Er stellte eine 300-köpfige Reisekolonne zu den Großen Seen zusammen, da er Buganda christianisieren wollte. Vor Ort erwies er sich als geschickter Organisator und unternahm zunehmend Expeditionen in die Umgebung.
Im Januar 1883 heiratete er in der Kathedrale von Sansibar Ellen Sherratt, eine der Krankenschwestern, die ihm von der Mission geschickt wurden. Sie brachte im März 1884 ihre Tochter Ellen Louise zur Welt, starb jedoch eine Woche später. Im folgenden Jahr heiratete Stokes erneut, eine Afrikanerin namens Limi, eine Verwandte des Häuptlings der Wanyamwesi, eines Stammes, der viele Träger seiner Karawanen stellte. Dies war zu dieser Zeit höchst ungewöhnlich. Er hatte auch zwei afrikanische Konkubinen, Nanjala und Zaria, mit denen er zwei Kinder hatte. Aufgrund dieses Lebenswandels wurde er von der protestantischen Kirche exkommuniziert und wurde als Händler in Zentralafrika tätig, wo er mit Waren wie Elfenbein handelte.
Stokes hatte gute Kontakte zu den arabischen und Swahili-Sklavenjägern, den Briten und seit 1890 mit den Deutschen und trieb mit allen Seiten Handel. 1894 reiste er zum ersten Mal mit einer großen Expedition mit Tausenden von Trägern und großen Mengen an Waffen und Elfenbein in den Nordosten des Kongo. Die Arabo-Swahili, mit denen er Handel trieb, befanden sich zu dieser Zeit im Krieg mit dem Freistaat Kongo und Waffen wurden dringend benötigt.

### Die Stokes-Affäre
Anfang 1895 wurde Stokes wegen seiner Machenschaften in Bezug auf den Handel mit Waffen mit arabischen und Swahili-Partnern verhaftet, in einem Standgerichtsverfahren abgeurteilt und hingerichtet. Dieses Vorgehen des belgischen Kolonialoffiziers Hubert Lothaire löste eine internationale diplomatische Affäre aus.

#### Der Prozess gegen Charles Stokes
Durch abgefangene Briefe hatte Lothaire, zu der Zeit Befehlshaber der Force Publique, der Streitkräfte des Kongo-Freistaats während des Ituri-Feldzugs gegen die Sklavenjäger, erfahren, dass sich Stokes aus Deutsch-Ostafrika in den Kongo begeben hatte, um Waffen an eben diese Sklavenhändler in der östlichen Kongo-Region zu verkaufen. Im Dezember 1894 schickte Lothaire Leutnant Josué Henry mit 70 Männern voraus, um Stokes festzunehmen. Stokes wurde zu Lothaire an den Lindi Fluss gebracht, der ein Kriegsgericht (Standgericht) einberufen hatte. Stokes wurde für schuldig befunden, Waffen, Schießpulver und Zünder an die afroarabischen Feinde des Freistaats Kongo (darunter Said Abedi, Kilonga Longa und Kibonge) verkauft zu haben. Am 14. Januar 1895 wurde er zum Tode verurteilt und am nächsten Tag gehängt.

#### Der diplomatische Konflikt
Nachdem das Vorgehen Lothaires bei den Regierungen der beteiligten Mächte zunächst kein besonderes Echo gefunden hatte, wurde im August 1895 die britische Presse auf diesen Fall aufmerksam. Verschiedene Presseorgane veröffentlichten Artikel, in denen das Vorgehen Lothaires und das Gerichtsverfahren scharf kritisiert wurden.
Laut der Berichte habe das gerichtliche Verfahren viele Unregelmäßigkeiten aufgewiesen, darunter die Verwendung falscher Aussagen, es gab kein Strafgesetzbuch, keinen Gerichtsschreiber, das Urteil wurde dem Verurteilten nicht vorgelesen und Stokes hatte kein Recht auf Berufung, was ihm als britischem Staatsbürger eigentlich zugestanden hätte.
Als Reaktion auf die Pressemeldungen weitete sich der Zwischenfall zu einer internationalen diplomatischen Affäre aus. Gemeinsam übten Großbritannien und das Deutsche Reich Druck auf den Freistaat Kongo aus, um Lothaire vor Gericht zu stellen, was schließlich auch erfolgte. Nach zwei Prozessen im April 1896 in Boma und im August desselben Jahres in Brüssel wurde Lothaire allerdings freigesprochen. Die beteiligten Nationen wurden durch Geldzahlungen entschädigt und die Leiche wurde der Familie übergeben. Lothaire war somit rehabilitiert.
Als Nebeneffekt mobilisierte die Stokes-Affäre die britische öffentliche Meinung allgemein gegen den Freistaat Kongo. Darüber hinaus schadete es dem Ruf des belgischen Königs Leopold II. als gütiger und wohlmeinender Herrscher. Der Fall trug dazu bei, die Gründung der Congo Reform Association und die Annexion des Freistaats Kongo durch den belgischen Staat im Jahr 1908 voranzutreiben.